# قائمة زملاء الجمعية الملكية المنتخبين في 1996
هذه الصفحة تعرض قائمة زملاء الجمعية الملكية المُنتخبين لعام 1996.

## الزملاء
- David Gubbins [الإنجليزية]‏
- ديان إدواردز
- Edwin Smith (metallurgist) [الإنجليزية]‏
- David Stuart (structural biologist) [الإنجليزية]‏
- دنكن هالداين
- Martin Geoffrey Low [الإنجليزية]‏
- ليندا براتريدج
- Martin Roth (psychiatrist) [الإنجليزية]‏
- مايكل دينيس جيل
- Tim Shallice [الإنجليزية]‏
- Thomas Jessell [الإنجليزية]‏

## الأعضاء الأجانب
- مارتن شوارزشيلد
- Vernon Benjamin Mountcastle [الإنجليزية]‏